# Don Young
Donald Edwin Young (Sutter, California, 9 de junio de 1933 – SeaTac, Washington, 18 de marzo de 2022) fue un político y educador estadounidense que se desempeñó como miembro de la Cámara de Representantes por el distrito congresional at-large de Alaska desde 1973 hasta su muerte. Afiliado al Partido Republicano, fue miembro de la Cámara de Representantes, habiendo representado a Alaska durante 49 años.

## Biografía
Young fue el miembro del Congreso con más años de servicio, así como el último miembro que quedaba en el cargo desde la administración del presidente Nixon. Se convirtió en el decano número 45 de la Cámara de Representantes el 5 de diciembre de 2017, luego de la renuncia de John Conyers. Antes de las elecciones especiales que siguieron a la supuesta muerte del representante estadounidense Nick Begich en un accidente aéreo, Young fue alcalde de Fort Yukón desde 1964 hasta 1967 y miembro de la Cámara de Representantes de Alaska desde 1967 hasta 1971 y del Senado de Alaska desde 1971 hasta 1973.